# 近江八幡市立八幡小学校
近江八幡市立八幡小学校（おうみはちまんしりつ はちまんしょうがっこう）は、滋賀県近江八幡市にある公立小学校。
校区は近江八幡市の旧市街地で、市内で最も古い小学校である。
2015年度現在、29学級、在籍児童は約820人。

## 沿革
- 1873年(明治6年)4月10日 - 八幡東小学校(博労町/願故寺)と、八幡西小学校(新町3丁目/伴氏宅)が開校。
- 1877年(明治10年4月)10日 八幡西小学校が為心町元に校舎を新築する。
- 1886年(明治19年)11月1日 八幡東・西小学校を廃し、高等科八幡小学校・尋常科八幡小学校を設立する。
- 1889年(明治22年)12月8日 尋常高等科八幡小学校と称する。
- 1892年(明治25年)6月8日 宇津呂小学校と改称する。
- 1892年(明治25年)12月1日 滋賀県蒲生郡八幡尋常小学校と改称する。
- 1905年(明治38年)4月7日 宇津呂尋常高等小学校と改称する。
- 1917年(大正6年)10月11日 現在地に校舎を新築する(工費116,000円)。
- 1917年(大正6年)11月15日 教育状況視察のため侍従が来校。
- 1922年(大正11年)11月20日 創立50周年記念式、時計塔新設(時計塔は現存)。
- 1925年(大正14年)5月24日 運動場拡張。
- 1931年(昭和6年)11月14日 階上4教室を増設し、商業実習を行う(工費60,000円)。
- 1933年(昭和8年)3月1日 宇津呂小学校と合併。
- 1938年(昭和13年)9月 運動場2,428坪（8,012㎡）を拡張する(工費15,000円)。
- 1941年(昭和16年)4月1日 滋賀県蒲生郡八幡国民学校と改称する。
- 1947年(昭和22年)4月1日 滋賀県蒲生郡八幡町立八幡小学校と改称する。
- 1953年(昭和28年)11月7日 創立80周年記念式を行う。図書館の拡張充実を図る。
- 1954年(昭和29年)3月30日 近江八幡市立八幡小学校と改称する。
- 1955年(昭和30年)2月10日 給食調理室を増改築する(工費120万円)。
- 1955年(昭和30年)4月1日 完全給食（週5日）を始める。
- 1956年(昭和31年)8月25日 プールを新設する(工費280万円)。
- 1964年(昭和39年)4月1日 精神薄弱児童のために特殊学級を開設する。
- 1965年(昭和40年)7月13日 プール浄化装置設置 (工費 180万円)。
- 1967年(昭和42年)4月1日 はじめて学校栄養士を置く。
- 1969年(昭和44年)12月1日 校内放送、テレビ装置設置。
- 1971年(昭和46年)11月26日 石油ストーブに切り替える。
- 1973年(昭和48年)10月2日 八幡小学校創立百周年記念式典、松操会創立70周年記念式典を行う。
- 1974年(昭和49年)9月 講堂側に水洗便所設置(工費500万円)。
- 1977年(昭和52年)4月1日 八幡病院内病弱（若竹）学級開設。
- 1980年(昭和55年)4月1日 情緒障害児童のため、障害児学級を増設する。
- 1980年(昭和55年)7月 屋内体育館建設のため講堂解体。
- 1981年(昭和56年)6月20日 屋内体育館竣工式(工費1億8850万円)。
- 1989年(平成元年)9月4日 本館解体。
- 1990年(平成2年)9月22日 新校舎(現校舎)竣工(工費19億2404万円)。
- 1991年(平成3年)1月31日 運動場整備工事完成。
- 1994年(平成6年)2月11日 八幡小学校創立120周年記念式典。
- 2005年(平成17年)8月 給食調理室大規模改修、スクールサポーター配置。
- 2007年(平成19年)11月10日 キャリア教育優秀校（文部科学大臣表彰）。
- 2010年(平成22年)1月13日 川端達夫文部科学大臣来校。
- 2013年(平成25年)11月8日 創立140周年記念式典。
- 2018年(平成30年)6月 校庭芝生化。
- 2020年(令和2年)3-5月 新型コロナウイルス感染拡大防止の為、臨時休校。
- 2023年(令和5年)11月 創立150周年記念式典。

## 通学区域
卒業生の多くは近江八幡市立八幡中学校へ進学する。

## 主な卒業生
- 川端達夫 (文部科学大臣)
- 乾貴士（サッカー選手）

## 舞台となった作品
- はっさい先生 -舞台となった”上本町中学校”として撮影に使用された
- てんびんの詩 -撮影に使用された

## 校歌
作曲：田村虎蔵、作詞：佐々木信綱
滋賀の都の昔より　光をみがく琵琶のうみ　清くゆたけき姿こそ　われらが心の鏡なれ
あしたゆうべに仰ぎ見る　八幡山の松の色　とわにかわらぬ緑こそ　われらが心の操なれ
平和の光仰ぎつつ　至誠力行心とし　栄えゆく世の国民の　誉をあげんいとどしく